# São João e São Paulo (título cardinalício)
O título cardinalício de Santos João e Paulo, conhecida na antiguidade como Pammachus ou Byzantis (Bizâncio era um amigo de São Jerônimo, pai de São Pamáquio e afilhado de Santa Paula), foi criado no final do século V. Foi mais tarde conhecida como Pammachii Sanctorum Johannis et Pauli por conta dos santos João e Paulo, cujos restos mortais estavam depositados na casa romana - que era de Bizâncio - atualmente sob a basílica.
A igreja titular deste titulus é Santi Giovanni e Paolo.

## Titulares
- Gordiano (494-495)
- Catelino (circa 495-?)
- Giovanni (499-?)
- Deusdedit (ou Adeodato) (590-?)
- Giovanni (600- 604?)
- Agapito Rustico (?) (604?-?)
- Giorgio (731- 745)
- Gregorio (745-?)
- Romano (853- 872)
- Germano (872-?)
- Pietro (964- 975)
- Leone (975-?)
- Giovanni (1073-1085)
- Bone seniore (1088- circa 1098)
- Dietrich (ou Theodoric, ou Thierry) (1098-1100)
- Teobaldo (circa 1100-?)
- Niccolò (1112?- circa 1117)
- Teobaldo (circa 1117- circa 1124)
- Johannes (1123?-circa 1125)
- Alberico (ou Uldarico) Tomacelli (ou Cybo) (1125- circa 1130)
- Luc, O.Cist. (1130-1140)
- Ubaldo (1140-1150)
- Giovanni Conti (1150-1182)
- Raniero da Pavia (1182-1183)
- Melior (ou Meliore, ou Migliore) (1185-1197)
- Cencio Savelli, C.R.L. (1200-1216)
- Giovanni (1216-1217)
- Roberto Rainaldi (1221)
- Vacante (1221-1288)
- Bentivenga de Bentivengis, O.F.M., in commendam (1288-1289)
- Pedro Rodríguez (dito Hispano), administrador (1302-1310?)
- Bertrand des Bordes (1310-1311)
- Jacques de Via (1316-1317)
- Matteo Orsini, O.P. (1327-1338)
- Etienne Aubert (1342-1352)
- Andouin Aubert (ou Anduino Alberti) (1353-1361)
- Guillaume de la Sudrie (ou Sudré), O.P. (1366-1367)
- Simon da Borsano (1375-1381)
- Gautier Gomez (1381-1391), pseudocardeal do Antipapa Clemente VII
- Jean Flandrin (1391-1405), pseudocardeal do Antipapa Clemente VII
- Tommaso Brancaccio (1411-1427), pseudocardeal do Antipapa João XXIII
- Vacante (1427-1440)
- Domingo Ram i Lanaja (1440-1444)
- Latino Orsini (1448-1465)
- Philibert Hugonet (1477-1484)
- Vacante (1484-1489)
- Ardicino della Porta (1489-1493)
- Giovanni Battista Orsini (1493-1503)
- Francisco de Remolins (1503-1511); in commendam (1511-1517)
- Adriaan Florenszoon Boeyens (1517-1522) Eleito Papa Adriano VI
- Willem Enckenwoirt (1523-1534)
- Esteban Gabriel Merino (1534-1535)
- Afonso de Portugal (1535-1540)
- Pedro Fernández Manrique (1540)
- Frederico Fregoso (1541)
- Pierre de La Baume (1541-1544)
- Georges d'Armagnac (1545-1556)
- Fabio Mignanelli (1556-1557)
- Antonio Trivulce (ou Trivulzio) (1557-1559)
- Alfonso Carafa (1560-1565)
- Gabriele Paleotti (1565-1572)
- Nicolas de Pellevé (1572-1584)
- Antonio Carafa (1584-1591)
- Alessandro Ottaviano de Medici (1591-1592) Eleito Papa Leão XI em 1605
- Giovanni Battista Castrucci (1592-1595)
- Agostino Cubani (1595-1598)
- Camillo Borghese (1599-1602)
- Ottavio Acquaviva d'Aragona (1602-1605)
- Pietro Aldobrandini (1605-1612)
- Decio Carafa (1612-1626)
- Carlo Emmanuele Pio di Savoia (1626)
- Lorenzo Magalotti (1628-1637)
- Vacante (1637-1642)
- Francesco Maria Macchiavelli (1642-1653)
- Giberto Borromeo (1654-1672)
- Giacomo Rospigliosi (1672-1684)
- Fortunato Ilario Carafa della Spina (1687-1697)
- Fabrizio Paolucci (1699-1719)
- Vacante (1719-1726)
- Niccolò Maria Lercari (1726-1743)
- Camillo Paolucci (1746-1756); in commendam (1756-1763)
- Giovanni Carlo Boschi (1766-1784)
- Giuseppe Garampi (1786-1792)
- Aurelio Roverella (1794-1809)
- Vacante (1809-1816)
- Antonio Lamberto Rusconi (1816-1825)
- Vincenzo Macchi (1827-1840)
- Cosimo Corsi (1842-1870)
- Vacante (1870-1874)
- Mariano Benito Barrio y Fernández (1874-1876)
- Edward Henry Howard (1877-1884)
- Placido Maria Schiaffino (1885-1889)
- Franziskus von Paula Schönborn (1889-1899)
- Giuseppe Francica-Nava de Bontifè (1899-1928)
- Eugenio Pacelli (1929-1939) Eleito Papa Pio XII
- Francis Spellman (1946-1967)
- Terence James Cooke (1969-1983)
- John Joseph O'Connor (1985-2000)
- Edward Michael Egan (2001-2015)
- Jozef De Kesel (2016-)